# Идома
Идома (окпото, араго) — народ, проживающий на территории Центральной Нигерии (штат Бенуэ, берега реки Бенуэ). Общая численность составляет около 900 тыс. человек. Включает в себя следующие субэтнические группы: авуме, агала, агату, адока, боджу, игумале, ичама, обоколо, оглеву, оквога, окпото, орокаму, отукпа, отуркпо, очекву, очобо, янгедде. (Исмагилова, 1999: стр. 179).

## Язык
Язык идома относится к группе ква нигеро-кордофанской языковой семьи. Существуют диалекты: центральный (отуркпо, или акпото), западный (оквога, отукпа, ичама), южный (игумале-агала), северный (очекву, агату). С начала XX века используют письменность на основе латинского алфавита. (Ольдерогге, 1990: стр. 130).

## Занятия

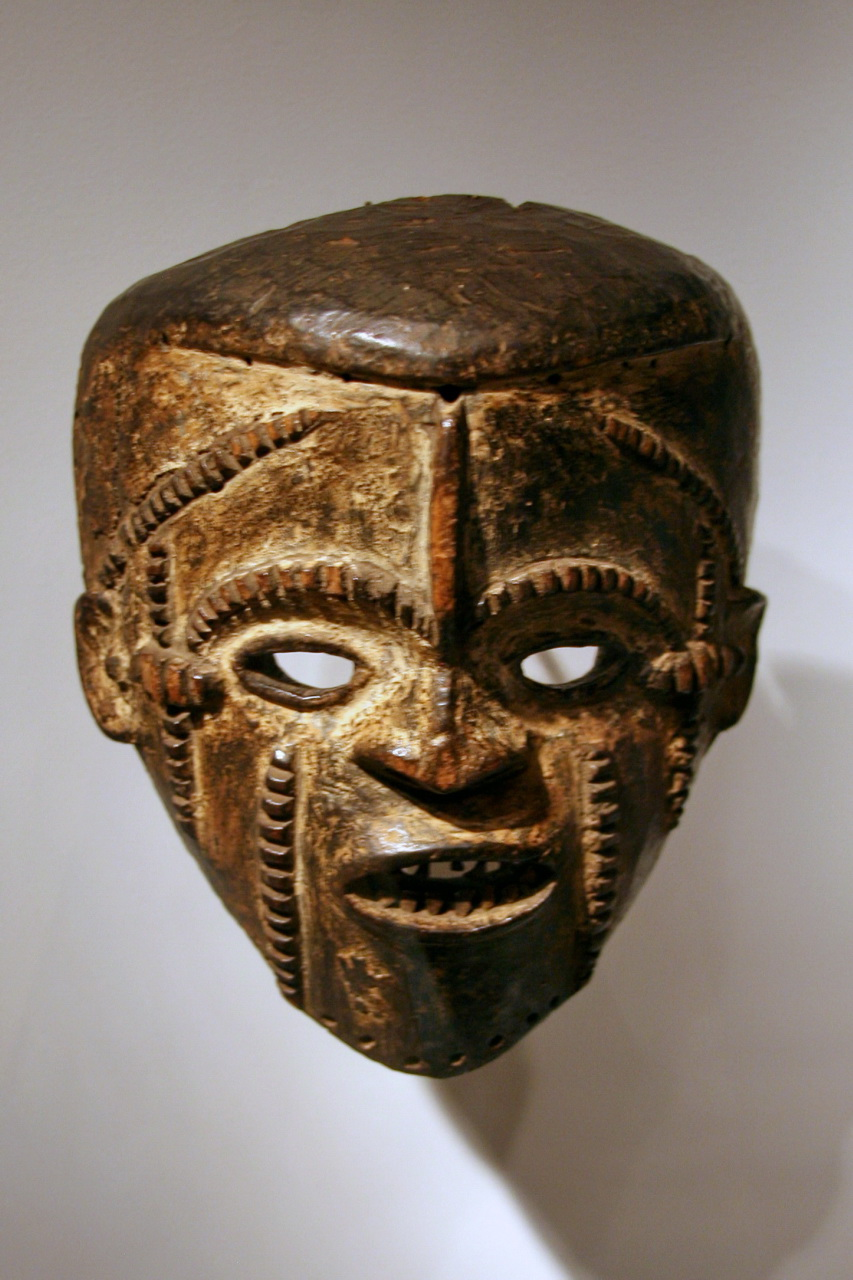
Традиционная маска идома

К числу основных занятий относятся рыбная ловля и ручное тропическое земледелие: выращивают ямс, маниок, просо, овощи и сорго. В южных районах собирают плоды масличных пальм. Также занимаются охотой. Из традиционных видов ремёсел развиты кузнечное, ткацкое и гончарное ремесло, а также окраска тканей. В крупных городах осуществляют работу на заводах и угольных шахтах (Асоян, 1974: стр. 63).

## Общество и образ жизни
Живут в поселениях двух типов: большие деревни по берегам водоемов или в лесу (преимущественно на юге) и кучевые, разбросанные домохозяйства. Традиционное жилище представляет собой глинобитную хижину с конической крышей из соломы или травы, также распространяется жилище прямоугольной формы с двух- или четырёхскатной крышей. Основой социальной организации являются крупные семьи и родовые институты. Счет родства — патрилинейный. Традиционная одежда, представляющая собой кусок ткани, обернутый вокруг бедер, постепенно вытесняется одеждой европейского типа. Традиционная пища — растительная (каши, похлебки, клубнеплоды), рыба (Исмагилова, 1999: стр. 180).

## Культура и религия

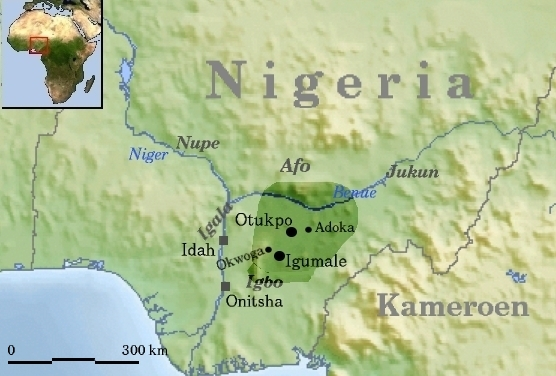
Расселение идома

Являются последователями традиционных верований. Распространена вера в высшего бога дождя — Ово, воплощением которого на земле считается хлопковое дерево. Развит культ предков. Сохранены ритуалы, традиционные обычаи, календарные праздники, основные жанры фольклора. В прошлом существовали тайные общества, широко использовавшие в своих церемониях ритуальные маски. (Громыко, 1986: стр. 172).